# کوین فان ملسن
کوین فان ملسن (انگلیسی: Kevin Van Melsen؛ زادهٔ ۱ آوریل ۱۹۸۷) دوچرخه‌سوار اهل بلژیک است.
از باشگاه‌هایی که در آن بازی کرده‌است می‌توان به وانتی–گروپ گوبر اشاره کرد.